# スコット・パクソン
スコット・パクソン（Scott Paxson 1983年2月3日- ）はペンシルベニア州フィラデルフィア出身の元アメリカンフットボール選手。NFLのクリーブランド・ブラウンズ等に所属した。現役時代のポジションはディフェンシブタックル。

## 経歴
ペンシルベニア州立大学に進学し、4年次の2005年にはビッグ・テン・カンファレンスのオールチームに選ばれた。
2006年、ドラフト直後の5月にピッツバーグ・スティーラーズとドラフト外フリーエージェントで契約を結んだが、9月初めにカットされた。その後、同年11月3日、グリーンベイ・パッカーズとプラクティス・スクワッドとして契約、同年11月21日、ウェーバーされた。12月12日にスティーラーズにプラクティス・スクワッドとして復帰、2007年9月1日、ウェバーされた。同年9月4日、プラクティス・スクワッドとして契約、2007年は、シーズンを通してプラクティス・スクワッドで過ごした。2008年1月15日に再契約を結んだ。
2008年8月31日、スティーラーズより、ウェーバーされたが、9月3日、プラクティス・スクワッドとして契約を結んだ。10月4日、スティーラーズのアクティブロースターに登録され、その週のジャクソンビル・ジャガーズ戦でNFL初出場を果たした。10月18日、ジェレミー・パーケイがアクティブロースターに加わる際、ウェーバーされた。10月21日、スティーラーズとプラクティス・スクワッド契約を結び、12月1日、アクティブロースターに復帰した。
2009年9月5日、ウェーバーされた。2010年1月6日、スティーラーズとフューチャー契約を結んだが、同年9月3日、解雇され、53人の開幕ロースターに残ることはできなかった。
2010年1月、プラクティス・スクワッドより、スティーラーズのオフシーズンロースターに加わった。
2011年1月8日、クリーブランド・ブラウンズとフューチャー・リザーブ契約を結んだ。12月8日のピッツバーグ・スティーラーズ戦ではベン・ロスリスバーガーをサックし、プロ初サックをあげた。この年、全16試合に出場し、21タックル、1サックをあげた。
2012年のトレーニングキャンプでは、ジョン・ヒューズと先発の座を争っていたが敗れて、9月1日にブラウンズから解雇された。

## 人物
1型糖尿病に罹っている。